# Kokoreç

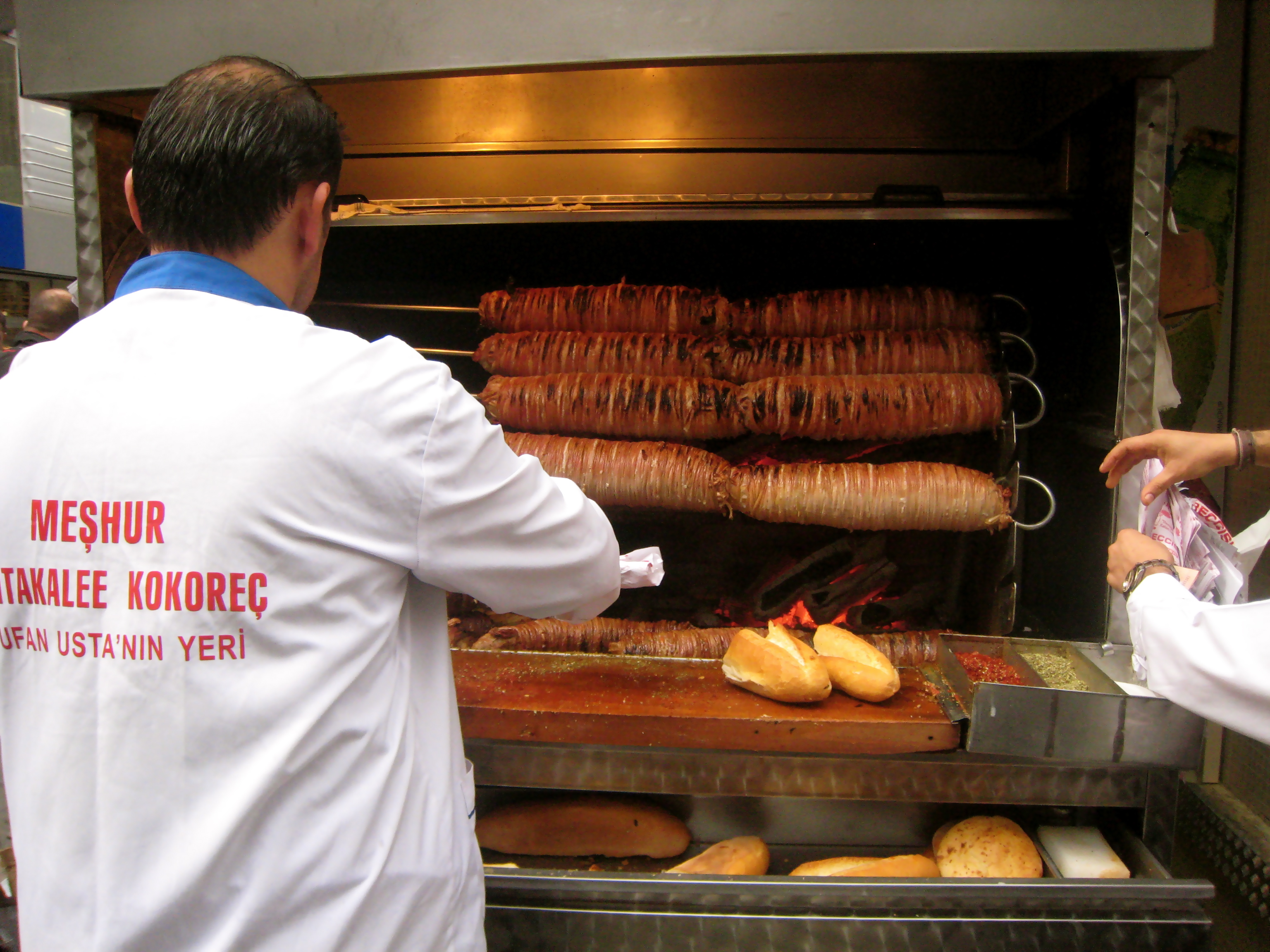
Het roosteren van Kokoreç/Kokoretsi. In dit geval in Turkije.

Kokoreç (Grieks: Κοκορέτσι, Turks: kokoreç) is een grillgerecht van de ingewanden van een geit of een lam. In kokoreç verwerkt men de lever, het hart, de nieren en de longen. Deze ingewanden worden eerst in grove stukken gesneden en vervolgens gekruid. Hierna worden de stukken aan een spit geregen en overtrokken met een darm. De kokoreç wordt vervolgens boven houtskool geroosterd.
In Turkije, met name in Istanbul, wordt dit gerecht gekwalificeerd als streetfood. In de straten van Istiklal (bekende winkelstraat in Istanbul) zijn in de smalle straatjes kokoreç verkopers te vinden. Het is een bekend gerecht onder de jongeren en na het uitgaansleven de ultieme stop bij een “kokoreçci” (Kokoreç verkoper).